# Diana Churchill
Diana Josephine Churchill (21 de agosto de 1913 — 8 de outubro de 1994) foi uma atriz inglesa.